# 千溪彝族苗族白族乡
千溪彝族苗族白族乡是中华人民共和国贵州省毕节市七星关区下辖的一个民族乡。

## 行政区划
千溪彝族苗族白族乡下辖以下村级行政区划单位：
兴荣村、法朗村、千朗沟村、沙垮村和中屯村。